# Michel Della Negra
Michel Della Negra (1942) é um físico de partículas francês.
Della Negra estudou matemática e física teórica em Paris, onde obteve em 1967 um doutorado. Em seguida continuou a pesquisar em Paris e a partir de 1970 no Centro de Aceleração Linear de Stanford (Stanford Linear Accelerator Center — SLAC).
Na década de 1980 trabalhou nos experimentos UA 1, que resultaram em 1983 na descoberta dos bósons W e Z, sob a direção de Carlo Rubbia. Desde o início em 1992 até 2007 foi o primeiro porta-voz do experimento Solenoide de Múon Compacto (Compact Muon Solenoid - CMS) no Grande Colisor de Hádrons do CERN, com o detector ATLAS.

## Condecorações
- 2012: Fundamental Physics Prize Especial
- 2012: Prêmio Julius Wess do Instituto de Tecnologia de Karlsruhe (com Peter Jenni)[1]
- 2013: Prêmio Física de Alta Energia e Partículas
- 2017: Prêmio Panofsky